# Dystrykt Leżajsk
Dystrykt Leżajsk (niem. Kreisdistrikt Leżaysk) – jednostka administracyjna Cesarstwa Austrii w Królestwie Galicji i Lodomerii w latach 1775–1782, w obrębie cyrkułu pilzneńskiego.

## Historia

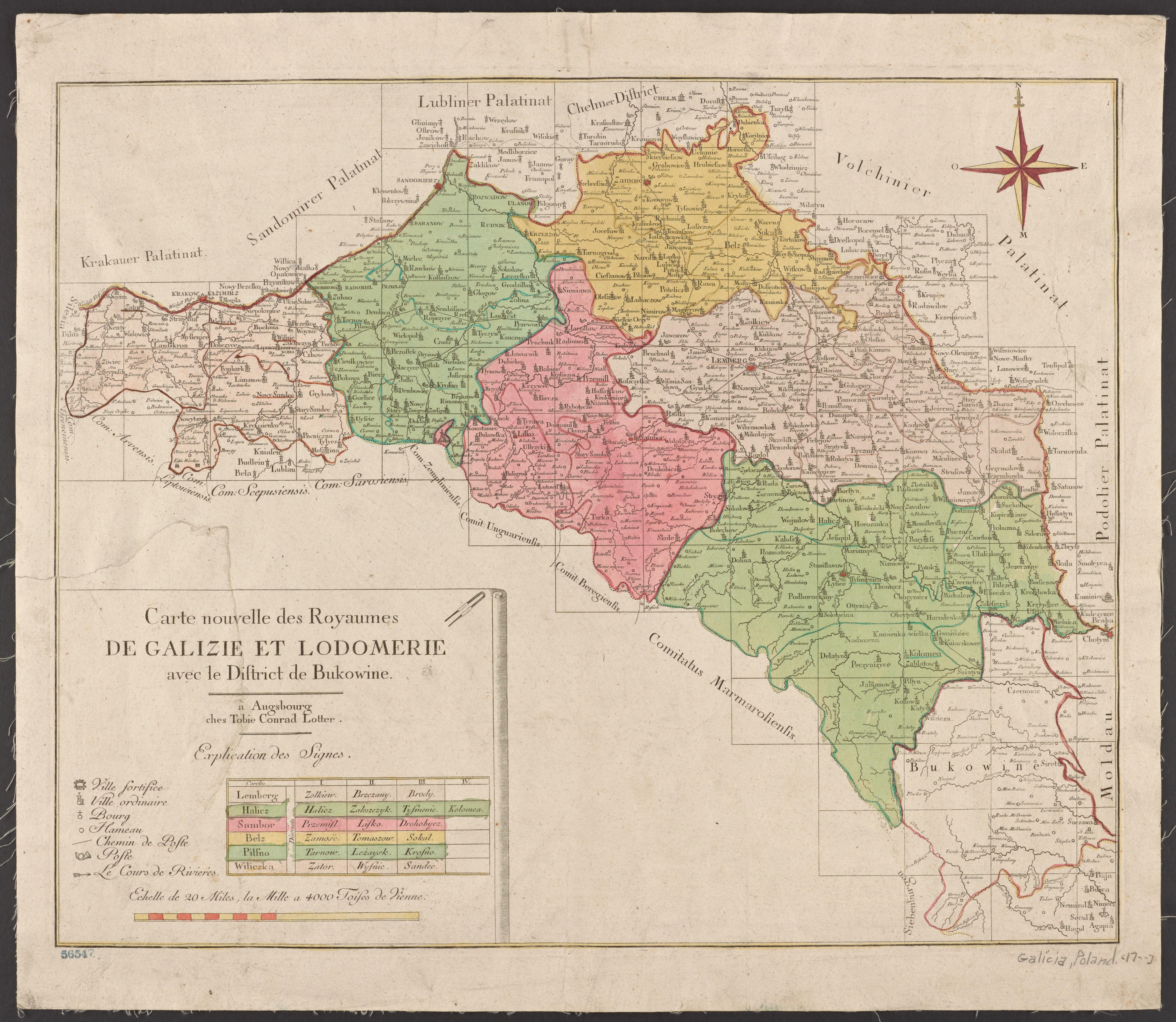
Dystrykt Leżajsk w granicach cyrkułu pilzneńskiego (ok. 1780)

Dystrykt Leżajsk z siedzibą w Leżajsku utworzono w 1775 roku na ziemiach polskich zagarniętych przez Austrię podczas I rozbioru.
Od 1773 roku Galicja była pod względem administracyjnym podzielona na sześć cyrkułów, które z kolei byly podzielone na 59 dystryktów. Jednak już na konferencji Kancelarii Nadwornej z 14 marca 1774 stwierdzono, że tak duża liczba dystryktów może być uzasadniona jedynie w sytuacji, kiedy przed naczelnikami stoją liczne i istotne zadania. W związku z tym ustalono ogólną zasadę, że konieczna będzie znaczna redukcja ich liczby. Zgodnie z tym stanowiskiem, 21 czerwca 1774 gubernator przedstawił swoje wnioski dotyczące reorganizacji. W odpowiedzi otrzymał dekret z 3 sierpnia 1774 roku, w którym poinformowano, że cesarzowa Maria Teresa Habsburg wyraziła zasadniczą zgodę na proponowane zmiany – pod warunkiem, że ich wdrożenie nie opóźni prac nad wprowadzeniem systemu podatkowego oraz regulacji urbarialnej. W kolejnym memoriale z 11 października 1774 gubernator przedstawił szczegółowy plan reorganizacji, który został zatwierdzony rezolucją Kancelarii Nadwornej z 14 marca 1775.
W efekcie tych działań liczba dystryktów w cyrkule pilzneńskim została zredukowana z dziesięciu do trzech. Jednym z nich był dystrykt Leżajsk, który utworzono z dotychczasowych dystryktów Baranów, Kolbuszowa i Sędziszów.
Siedzibą dystryktu został Leżajsk, który w tamtym czasie jako jedyny na sporym obszarze Kotliny Sandomierskiej i Podgórza Rzeszowskiego otrzymał status t.zw. "miasta prawdziwego".
Do dystryktu należały miasta: Baranów, Głogów, Grodzisko, Kolbuszowa, Leżajsk, Mielec, Ropczyce, Rozwadów, Rudnik, Rzeszów, Rzochów, Sędziszów, Sokołówi Tarnobrzeg które w tamtym czasie otrzymały status miasteczek, czyli zostały uznane za nie zasługujące na uwagę władz, ze względu na nikłe możliwości rozwoju i słabą aktywność gospodarczą. W 1777 roku dołączono jeszcze Radomyśl i Ulanów (patrz poniżej).

### Zmiana granicy polsko-austriackiej
Na uwagę zasługuje fakt, że granica polsko-austriacka miała początkowo (od 1772) inny zasięg. W obrębie sąsiedniego cyrkułu bełskiego Austria zajmowała także m.in. południowe rejony województwa lubelskiego z miastami Biłgoraj, Frampol, Goraj, Janów, Modliborzyce i Zaklików. Na mocy porozumienia zawartego 9 lutego 1776 roku, Austria przekazała Polsce z powrotem ten obszar. Ponieważ odstąpiony klin rejonu Biłgoraja, oddzielił zachodnie połacie cyrkułu bełskiego (dawny dystrykt Ulanów z m.in. Ulanowem i Radomyślem) od jego reszty, zostały one z konieczności odłączone od zniesionego dystryktu Biłgoraj i przyłączone do dystryktu Leżajsk w cyrkule pilzneńskim. Równocześnie od cyrkułu pilzneńskiego do Polski odpadł niewielki skrawek w okolicy Luchowa.

### Reforma i zniesienie dystryktu

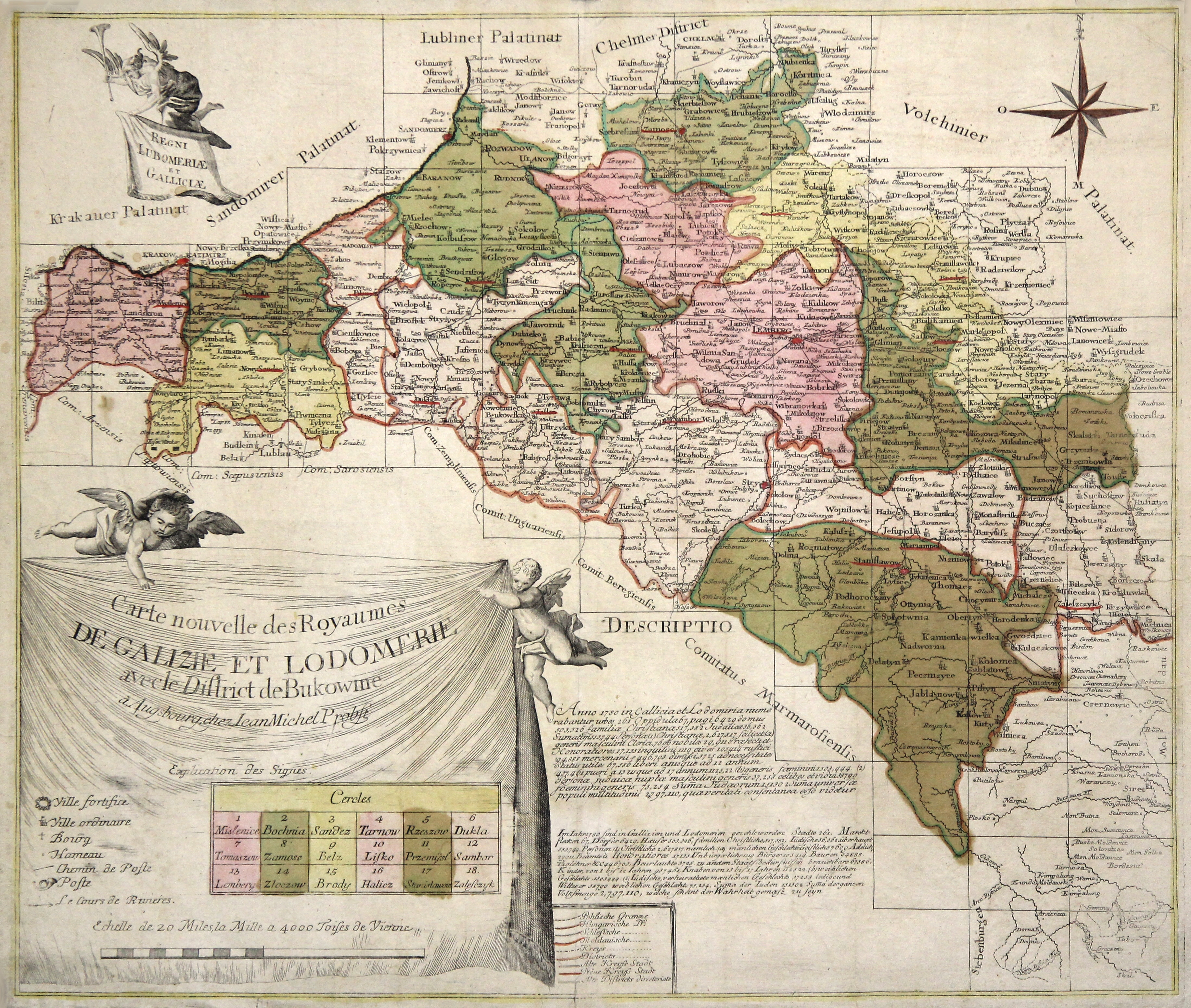
Projekt nowego podziału Galicji na cyrkuły z 1780 r.

2 września 1780 kancelaria nadworna wydała dekret, w którym poinformowała gubernatora o nowych decyzjach w sprawie organizacji administracyjnej. Cesarzowa Maria Teresa Habsburg już od dłuższego czasu planowała wprowadzenie reform mających na celu dostosowanie ustroju Galicji do zasad obowiązujących w niemieckich krajach dziedzicznych. Właśnie zapadła kluczowa decyzja o przekształceniu dotychczasowych dystryktów w cyrkuły. W związku z tym polecono rozpoczęcie prac nad opracowaniem planu reorganizacji. Jednocześnie określono główne wytyczne, które miały stanowić podstawę przy tworzeniu tego planu. Szczególny nacisk położono na to, aby siedziby władz cyrkułów znajdowały się możliwie jak najbliżej ich centrum. Choć zalecano, aby obszary poszczególnych cyrkułów były w miarę równe pod względem powierzchni, nie należało traktować tej zasady zbyt rygorystycznie – w przypadku istnienia ważnych powodów możliwe były odstępstwa od równomiernego podziału. Zwrócono również uwagę, że nie powinno się bez wyraźnej potrzeby zmieniać lokalizacji siedzib władz, ponieważ wiązałoby się to z licznymi trudnościami – między innymi z koniecznością przeniesienia archiwów, które przez osiem lat znacznie się rozrosły. Na zakończenie podkreślono wagę odpowiedniego doboru kadry kierowniczej do obsadzenia nowych stanowisk.
Zgodnie z przyjętymi wytycznymi opracowano memoriał z 1 grudnia 1780, w którym przedstawiono projekt nowego podziału administracyjnego Galicji na 18 mniejszych cyrkułów na bazie dotychczasowych osiemnastu dystryktów. Według tych założeń dystrykt Leżajsk miał być przekształcony w nowy cyrkuł rzeszowski. Plan ten został zatwierdzony i wszedł w życie w 1782 roku, co jednocześnie oznaczało zniesienie dystryktu Leżajsk (a zarazem cyrkułu pilzneńskiego).